# Луцький повіт
Луцький повіт — історична адміністративно-територіальна одиниця на українських землях, що входили до складу Російської імперії, Української Держави, Польщі та СРСР. Повітовий центр — місто Луцьк.

## Царські часи
Утворений у 1795 році у складі Волинського намісництва, з 1796 — у складі Волинської губернії.
На заході повіт межував з Володимир-Волинським і Ковельським, на півдні з Дубенським, на сході з Рівненським повітами Волинської губернії. Північна межа знаходилась на кордоні з Мінською губернією. Площа повіту становила 6 625,9 верст² (7 540 км²).
Згідно з переписом населення Російської імперії 1897 року в повіті проживало 252 550 чоловік. З них 56,98 % — українці, 14,14 % — євреї, 9,7 % — поляки, 11,98 % — німці, 5,09 % — росіяни, 1,51 % — чехи, 0,38% — татари, 0,12% — білоруси.
Повіт поділявся на 16 волостей, мав 13 містечок, 357 колоній, 412 сільських поселень. Єдиним містом повіту був власне повітовий центр. Власної волості місто не мало.
- Бережницька волость
- Більськовільська волость
- Ведмезька волость
- Володимирецька волость
- Городецька волость
- Городківська волость
- Колківська волость
- Лаврівська (Полонська)
- Піддубецька волость
- Рафалівська волость
- Рожиська волость
- Торчинська волость
- Тростянецька волость
- Цуманська (Силенська) волость
- Чаруківська волость
- Щуринська волость
- місто Луцьк із передмістями Вілька Підлуцька та Яровиця, селами Двірець та Красне.

## Польські часи

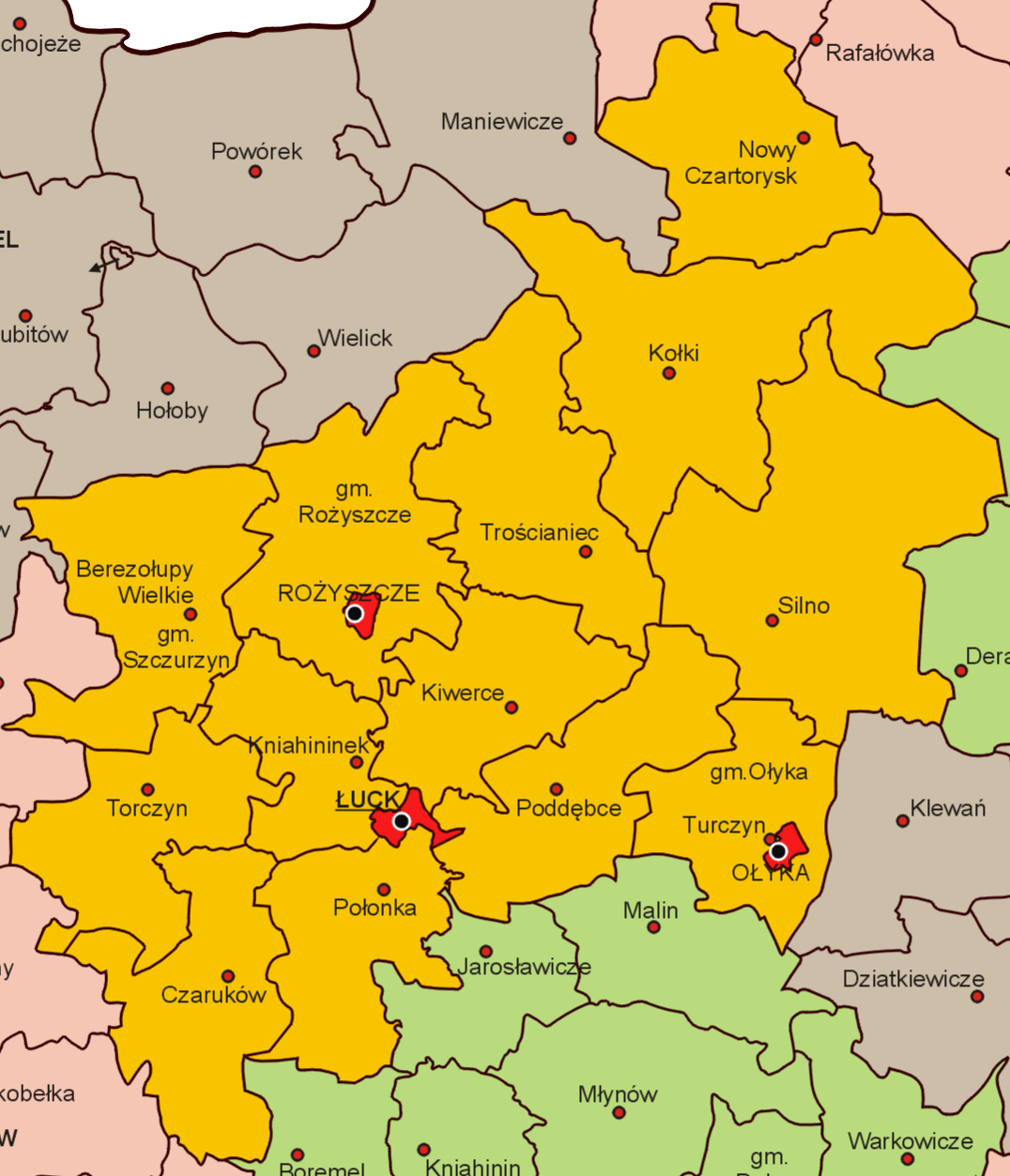
Луцький повіт

19 лютого 1921 р. ввійшов до складу новоутвореного в 1921 році Волинського воєводства другої Речі Посполитої. У складі повіту було 1 місто, 4 містечка і 10 сільських ґмін (до яких входило 715 сільських поселень, з них 27 — знищених війною і незаселених).
1 січня 1925 р. приєднано до Луцького повіту вилучену з Дубенського ґміну Олика, а село Малий Порськ вилучено з ґміни Щурин Луцького повіту і передано до ґміни Голоби Ковельського повіту.
1 квітня 1929 р. колонію Воля Риканська вилучили з ґміни Ярославичі Дубенського повіту і приєднали до ґміни Полонка Луцького повіту.
1 квітня 1930 р. з частин ґмін Піддубці, Рожище і Тростянець Луцького повіту утворено ґміну Ківерці, а з частин ґмін Торчин, Полонка, Рожище і Щурин утворено ґміну Княгининок.
11 квітня 1930 р. з повіту вилучено і приєднано до Луцька ряд довколишніх сіл.
Розпорядженням міністра внутрішніх справ 23 січня 1934 р. територія міста Рожище розширена шляхом вилучення з сільської ґміни Рожище Луцького повіту та включення до міста сіл Юридика і Жалобове та колонії Нове Жалобове і частини земель з фільварком маєтку Рожище.
1 січня 1934 р. орні землі сіл Горянівка, Залісоче і Завороття вилучені з території міської ґміни Олика і включені до сільської ґміни Олика Луцького повіту.

### Адміністративний поділ
Міські ґміни:
1. м. Луцьк
2. містечко Колки - до 1926. Статус понижено до містечка сільської ґміни
3. містечко Рожище
4. містечко Торчин - до 1926. Статус понижено до містечка сільської ґміни
5. містечко Чарторийськ - до 1926. Статус понижено до містечка сільської ґміни

Сільські ґміни:
1. Ґміна Ківерце
2. Ґміна Княгінінек
3. Ґміна Колкі
4. Ґміна Нови Чарториск
5. Ґміна Олика - від 1925
6. Ґміна Поддембце
7. Ґміна Полонка
8. Ґміна Рожище
9. Ґміна Сільно
10. Ґміна Торчин
11. Ґміна Тросцянєц
12. Ґміна Чарукув
13. Ґміна Щужин

## Радянський період
27 листопада 1939 р. включений до новоутвореної Волинської області.
17 січня 1940 р. повіт ліквідований у зв'язку з утворенням дев'яти районів — кожен із таких ґмін:
- Ківерцівський район — з сільських ґмін Ківерці і Тростянець;
- Колківський район — з сільських ґмін Колкі і Нови Чарториск;
- Луцький район — з сільських ґмін Княгінінек і Полонка;
- Олицький район — з сільської ґміни Олика;
- Піддубцівський район — з сільської ґміни Поддембце;
- Рожищенський район — з міської ґміни Рожище та сільських ґмін Рожище і Щужин;
- Сенкевичівський район — з сільської ґміни Чарукув;
- Торчинський район — з сільської ґміни Торчин;
- Цуманський район — з сільської ґміни Цумань.